# Cranioleuca baroni
A Cranioleuca baroni a madarak (Aves) osztályának verébalakúak (Passeriformes) rendjébe és a fazekasmadár-félék (Furnariidae) családjába tartozó faj.

## Rendszerezése
A fajt Osbert Salvin angol ornitológus írta le 1895-ben, a Siptornis nembe Siptornis baroni néven. Egyes szervezetek a Cranioleuca antisiensis alfajaként sorolták be Cranioleuca antisiensis baroni néven.

## Alfajai
- Cranioleuca baroni baroni (Salvin, 1895)
- Cranioleuca baroni capitalis Zimmer, 1924
- Cranioleuca baroni zaratensis Koepcke, 1961[1]

## Előfordulása
Az Andok-hegységben, Peru területén honos. Természetes élőhelyei a szubtrópusi és trópusi hegyi esőerdők és lombhullató erdők. Állandó, nem vonuló faj.

## Megjelenése
Testhossza 15–19 centiméter, testtömege 19–32 gramm.

## Életmódja
Ízeltlábúakkal táplálkozik.

## Természetvédelmi helyzete
Az elterjedési területe nagyon nagy, egyedszáma pedig stabil. A Természetvédelmi Világszövetség Vörös listáján nem fenyegetett fajként szerepel.